# Adicella filicornis
Adicella filicornis là một loài Trichoptera trong họ Leptoceridae. Chúng phân bố ở miền Cổ bắc.